# Mayssam Benama
Mayssam Benama, né le 9 mars 2005 à Tours en France, est un footballeur français qui évolue au poste de milieu central à l'AS Monaco.

## Biographie

### Carrière en club
Né à Tours en France, Mayssam Benama commence le football avec le club local du SC Tours Nord, puis il joue pour l'EB Saint-Cyr-sur-Loire avant de rejoindre l'AS Monaco en 2020. 
Avec les jeunes de l'ASM il remporte notamment la Coupe Gambardella 2022-2023, étant notamment buteur lors de la finale remportée par son équipe le 29 avril 2023 contre le Clermont Foot 63.
Le 31 mai 2023, Benama signe son premier contrat professionnel avec Monaco, étant alors lié au club jusqu'en juin 2026.

### En sélection
En août 2021, Mayssam Benama est convoqué pour la première fois avec l'équipe de France des moins de 17 ans afin de participer au tournoi de Montaigu.
Mayssam Benama représente l'équipe de France des moins de 19 ans. Il est retenu avec cette sélection pour participer au Championnat d'Europe des moins de 19 ans en 2024. Il est titularisé lors de la finale face à l'Espagne où son équipe s'incline par deux buts à zéro.

## Palmarès
France -19 ans
- Championnat d'Europe des moins de 19 ans
  - Finaliste en 2024